# 魔斑裸胸鱔
魔斑裸胸鱔，又稱魔斑裸胸鯙，為輻鰭魚綱鰻鱺目鯙亞目鯙科的其中一種，分布於印度西太平洋區，包括模里西斯、葛摩、印尼、日本、中國、澳洲、韓國、越南等海域，體長可達180公分，為底棲性魚類，生活在礁石區，屬肉食性，生活習性不明。

## 擴展閱讀
維基物種上的相關：魔斑裸胸鱔